# Antonio Galliani
Antonio Galliani (* 24. Juni 1662 in Neapel; † August 1715), auch Antonio Galliano, Antonio Galiani, Antonio Gagliano und Antonius Galliani, war ein italienischer Ordensgeistlicher und römisch-katholischer Bischof von Umbriatico in Kalabrien.

## Biographie
Antonio Galliani wurde am 24. Juni 1662 in Neapel geboren. Ughelli nennt ihn Neapolitanus, d. h. aus Neapel stammend. Er trat in die Ordensgemeinschaft der Franziskaner-Minoriten ein (Ordo fratrum minorum conventualium‚ Orden der konventualen Minderbrüder, Ordenskürzel: OFMConv). Er studierte und schloss mit dem Doktor der Theologie ab. 1702 war er Sekretär der Procura der Pfarrkirche San Salvatore in Onda in Rom. Später war er Guardian des Klosters S. Lorenzo Maggiore in Neapel. Papst Clemens XI. ernannte ihn am 21. Januar 1715 zum Bischof von Umbriatico. Am 27. Januar 1715 empfing er die Bischofsweihe von Kardinal Fabrizio Paolucci, Kardinalpriester von Santi Giovanni e Paolo in Rom.
Bischof Antonio Galliani starb bereits im August 1715 in Umbriatico. Die Bischofsstelle in Umbriatico blieb zunächst vakant und wurde erst vier Jahre später wieder besetzt.